# Complesso astronomico El Leoncito

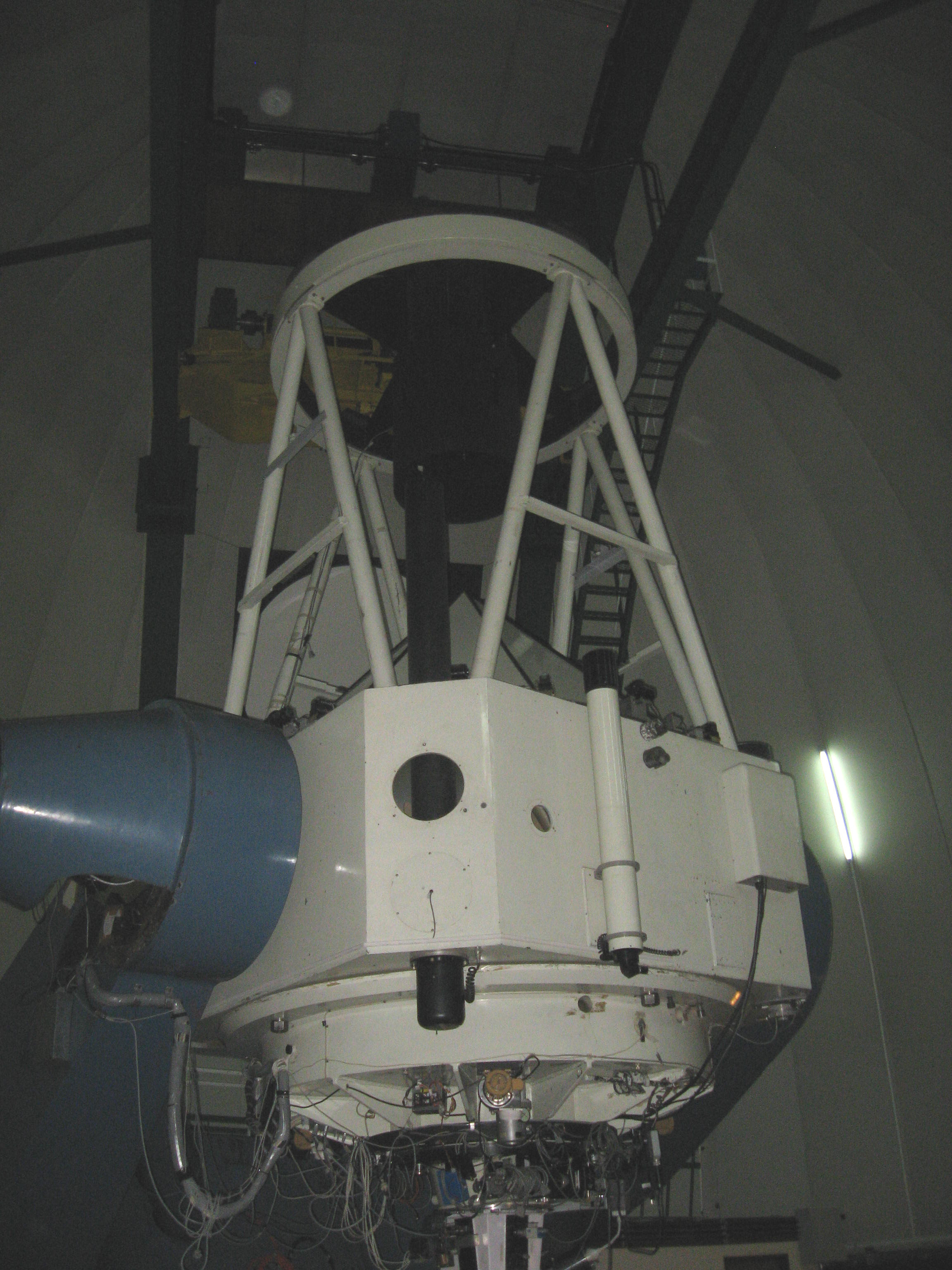

Il complesso astronomico El Leoncito,in spagnolo Complejo  Astronómico El Leoncito (CASLEO), è un complesso di osservatori astronomici situato in Argentina, nella provincia di San Juan, che comprende anche l'osservatorio Félix Aguilar. Entrambi si trovano all'interno del parco nazionale El Leoncito.

## Collegamenti esterni

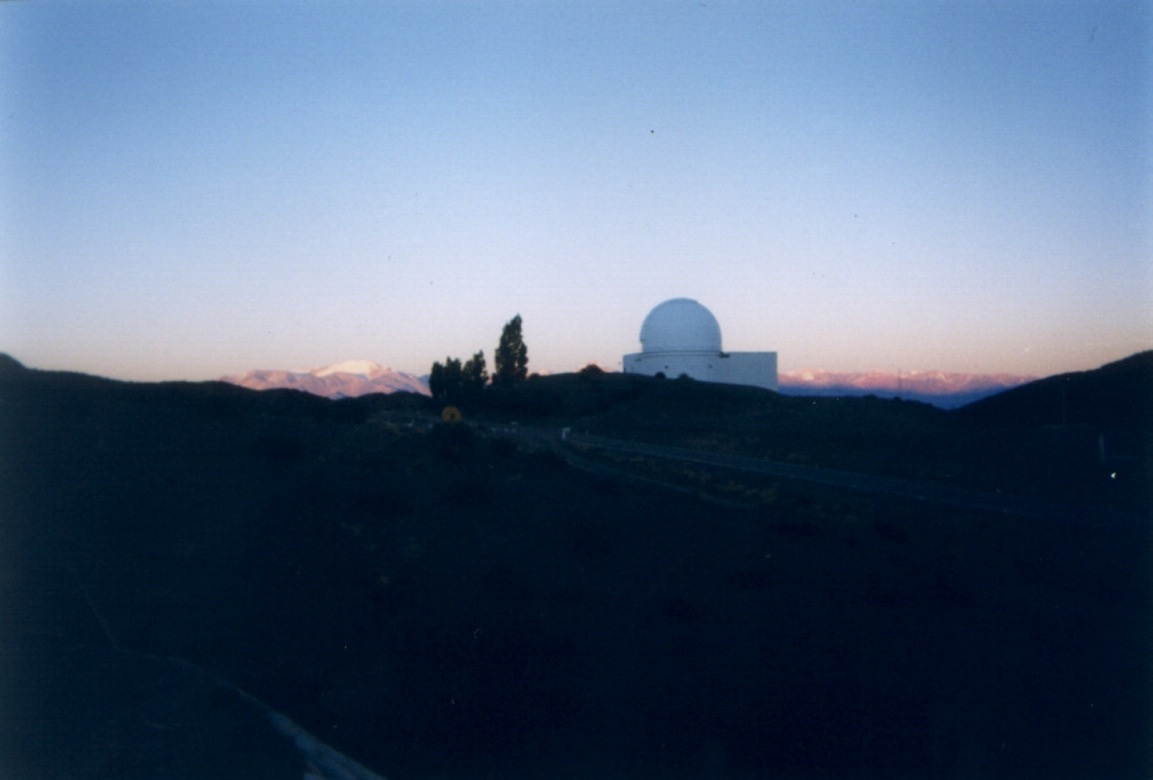